# Jürgen Heinrich Otto Hinzpeter
Jürgen Heinrich Otto Hinzpeter (* 24. Juni 1963 in Menden) ist ein deutscher Heimatforscher und Diplom-Ingenieur der Elektrotechnik.

## Forschungstätigkeit
Hinzpeters Forschungsschwerpunkt liegt im Bereich der Mendener Heimatkunde. Neben Literatur- und Archivrecherchen führt er intensive Feldforschungen zur heimischen Archäologie durch.
Seine Forschungsergebnisse hat er in zahlreichen Büchern, Artikeln in Fachzeitschriften und auf seiner Homepage veröffentlicht. Sein breit gefächertes Wissen vermittelt er bei naturhistorische Wanderungen sowie als Mendener Stadtführer.

## Publikationen (Auswahl)
- Jürgen Hinzpeter: Vom Einödhof zum Industriestandort. Zimmermann, Balve 2009, ISBN 978-3-89053-120-5.
- Jürgen Hinzpeter: Macher, Märkte und Maschinen. Industriepioniere an der Hönne. Beier & Beran, Langenweißbach 2017, ISBN 978-3-95741-069-6.
- Jürgen Hinzpeter: 400 Jahre Papier aus Menden. Die Papiermühle von 1621. Geschichte | Geschichten | Dokumentation. Beier & Beran, Langenweißbach 2019, ISBN 978-3-95741-101-3.
- Jürgen Hinzpeter: Historische Wege im Hönnetal. In: 100 Jahre Schutzaktion – Die Rettung der Schönheit des Hönnetals. Becker, Arnsberg 2020, S. 99–112, ISBN 978-3-89053-162-5.
- Jürgen Hinzpeter: Mittelalterlich Eisenverhüttung. In: 100 Jahre Schutzaktion – Die Rettung der Schönheit des Hönnetals. Becker, Arnsberg 2020, S. 165–176, ISBN 978-3-89053-162-5.
- Jürgen Hinzpeter: Kurfürstliches Amt Menden. Schloss | Befestigung | Einnahmenregister. Selbstverlag, Menden 2024.
- Anni Droste, Wilhelm-Josef Droste, Jürgen Hinzpeter: Hexen in Menden. Selbstverlag, Menden 2024.